# Epsom and Ewell
Epsom and Ewell este un district nemetropolitan în Regatul Unit, în comitatul Surrey din regiunea South East, Anglia.

## Orașe din cadrul districtului
- Epsom
- Ewell